# Thomas Piketty
Thomas Piketty (pronuncia: tɔma pikɛti; Clichy, 7 maggio 1971) è un economista francese, professore di economia presso la École des hautes études en sciences sociales, presidente associato presso la Ecole d'économie de Paris - Paris School of Economics e "Centennial Professor" di Economia presso l'International Inequalities Institute della London School of Economics.
Famoso per i suoi studi sulle disuguaglianze economiche e dello sviluppo delle nazioni, oltre ad aver fondato e coordinato il World Inequality Database. È autore di 18 opere, la più notevole delle quali è Il capitale nel XXI secolo (2013), venduta in più di 2,5 milioni di copie in tutto il mondo e adattata in un documentario, così come il suo seguito Capitale e ideologia (2019).

## Biografia
Piketty è nato nel 1971 a Clichy, un sobborgo di Parigi. A 18 anni venne ammesso alla École Normale Supérieure (ENS) dove ha studiato matematica ed economia. A 22 anni Piketty conseguì il dottorato di ricerca alla École des hautes études en sciences sociales e alla London School of Economics con una tesi sulla redistribuzione del reddito, scritta sotto la supervisione di Roger Guesnerie.
Ottenuto il dottorato, Piketty ha insegnato, dal 1993 al 1995, come assistant professor al Dipartimento di economia del Massachusetts Institute of Technology. Nel 1995 è entrato a far parte, come ricercatore, del Centre National de la Recherche Scientifique (CNRS) e nel 2000 è diventato directeur d'études alla École des hautes études en sciences sociales.
Nel 2002 ha vinto il Prix du meilleur jeune économiste de France (Premio per il miglior giovane economista francese) e, secondo l'elenco fornito l'11 novembre 2003, è membro del comitato scientifico dell'associazione À gauche, en Europe, fondata dal Michel Rocard e Dominique Strauss-Kahn.
Nel 2006 Piketty è diventato il primo preside della Paris School of Economics-École d'économie de Paris che egli stesso ha contribuito a fondare. Ha lasciato dopo pochi mesi il ruolo di consigliere economico di Ségolène Royal, candidata socialista alle elezioni presidenziali francesi del 2007. Opinionista del quotidiano francese Libération, scrive occasionalmente per Le Monde e nel 2007 ha ripreso ad insegnare all'École d'économie de Paris.
Nell'aprile del 2012, insieme a 42 colleghi, ha firmato una lettera aperta in sostegno di François Hollande, candidato socialista alle elezioni presidenziali francesi, che risultò poi vincente, nel maggio successivo, contro il presidente della Repubblica in carica, Nicolas Sarkozy. In seguito si è però espresso in termini bruscamente critici nei confronti del presidente Hollande, che ha accusato di aver ignorato le sue stesse promesse elettorali circa una profonda riforma fiscale, e le cui politiche fiscali ed economiche ha definito afflitte da un grado d’improvvisazione sconfortante.
Nel gennaio 2015 è stato insignito della Legion d'onore, ma ha rifiutato l'onorificenza affermando che non è compito di un governo decidere chi debba essere onorato; la nomina era stata in effetti avanzata dal segretario di stato per l'università e la ricerca, Geneviève Fioraso, all'insaputa di Piketty, e prevedeva il conferimento della commenda, mentre poco tempo prima era stato nominato all'inferiore grado di cavaliere il premio Nobel Patrick Modiano.

### Studi
I suoi studi si focalizzano sui temi delle disuguaglianze di reddito e ricchezza. È professore alla École des hautes études en sciences sociales (EHESS) ed alla École d'économie de Paris. A lui si deve il metodo per misurare le disuguaglianze utilizzando le statistiche sulle entrate fiscali e indicando come risultato le quote di reddito percepite dai diversi quantili della popolazione.
Con lo stesso principio Piketty indica anche le quote di patrimonio detenute dai diversi quantili della popolazione, considerando in questo caso le imposte patrimoniali. In questo modo Piketty offre una panoramica, su chi sia a percepire i redditi più elevati e chi a detenere i patrimoni più cospicui. Ha collaborato ad alcune opere con Anthony Barnes Atkinson e Emmanuel Saez.

### Controversie
Thomas Piketty è stato il partner della ex ministra francese Aurélie Filippetti. Nel 2009 lei lo denunciò per violenza domestica. Thomas Piketty riconobbe il fatto e presentò le sue scuse per iscritto, depositando il documento presso un avvocato. In seguito alle scuse, la sua compagna ritirò la querela. Nel 2019 Aurelie Filippetti ha querelato per diffamazione Piketty in seguito ad alcune sue ritrattazioni e cambi di versione.

## Opere
- Il capitale nel XXI secolo, 2014, Bompiani
- Si può salvare l'Europa? Cronache 2004-2015, 2015, Bompiani
- Capitale e disuguaglianza. Cronache dal mondo, 2017, Bompiani
- Democratizzare l'Europa! Per un trattato di democratizzazione dell'Europa (con Stephanie Hennette, Guillaume Sacriste), 2017, La nave di Teseo
- Disuguaglianze, 2018, Università Bocconi Editore
- Le promesse tradite, 2018, Castelvecchi
- Capitale e ideologia, 2020, La nave di Teseo

### Il capitale nel XXI secolo
Piketty è autore del best seller internazionale Il capitale nel XXI secolo che riprende i temi dei suoi studi sulla concentrazione e sulla distribuzione della ricchezza negli ultimi 250 anni. Nel libro sostiene la tesi secondo cui, nei paesi sviluppati, il tasso di rendimento del capitale è stato sempre maggiore del tasso di crescita economica, una circostanza che dovrebbe portare in futuro a un aumento della disuguaglianza in termini di ricchezza e disponibilità di beni e servizi. Per affrontare questo problema Piketty propone di attuare una redistribuzione della ricchezza attraverso una tassa globale sulla ricchezza. Il libro ha subito diverse critiche (dettagli).